# Rocky Balboa (postać fikcyjna)
Robert „Rocky” Balboa Sr. – pięściarz, fikcyjna postać filmowa, stworzona i zagrana przez Sylvestra Stallone.

## Życiorys
Naukę skończył w 6 klasie szkoły podstawowej. Zaczął trenować boks w wieku piętnastu lat, gdyż, tak jak ojciec, nie był inteligentny. Nie umiał pisać i czytać. Ojciec mu mówił: „Nie urodziłeś się z mózgiem, więc zacznij używać ciała”. Od 18 roku życia mieszkał w Filadelfii. Przydomek „Włoski Ogier” (ang. „The Italian Stallion”) wymyślił podczas obiadu. Naprawdę na imię ma Robert, ale pseudonim Rocky przyjął na cześć Rocky’ego Marciano.
Rocky mieszka w Filadelfii, gdzie jest bokserem w miejscowym klubie. Pracuje także dla miejscowego gangstera, Tonny’ego Gazzo. Już dawno zaprzepaścił szanse na wielką karierę. Jedynym człowiekiem, który w niego wierzy jest jego trener Mickey Goldmill. Często porównuje go do Rocky’ego Marciano. W listopadzie 1975 mistrz świata wagi ciężkiej Apollo Creed i jego promotorzy wpadli na pomysł, by zorganizować walkę pomiędzy mistrzem a zupełnie nieznanym bokserem. Postanowili tak, ponieważ w Filadelfii miała odbyć się walka między Apollo a Mac Lee Greenem. Nie odbyła się z powodu kontuzji Greena. Wybór padł na Rocky’ego. Rocky ciężko trenuje. W tym czasie poznaje Adrian – dziewczynę ze sklepu zoologicznego. Nadchodzi 1 stycznia 1976 – dzień walki. Apollo uważał tę walkę za żart. Mistrz pierwszy pada na deski. Wygrywa jednak minimalnie na punkty. Rocky, mimo porażki, czuje się zwycięzcą. Wzrasta zainteresowanie mediów jego osobą.
Obaj przeciwnicy po walce trafiają do szpitala. Kłócą się tam o to, kto wygrał walkę. Rocky dowiaduje się, że przy każdym mocniejszym ciosie w głowę może stracić wzrok. Razem z Adrian postanawiają, że Włoski Ogier kończy z boksem. Po wyjściu ze szpitala, Rocky oświadcza się Adrian. Biorą ślub. Wkrótce ich rodzina ma się powiększyć. Pieniądze otrzymane za walkę z Apollo szybko się kończą. Rocky postanawia pracować w reklamie. Zachwala dezodorant marki „Dzikus”. Myli się parokrotnie i wylatuje z planu. Postanawia więc nauczyć się czytać i znaleźć pracę w biurze. Znajduje zatrudnienie w rzeźni. Jednak po redukcji etatów traci pracę. Media w tym czasie atakują Apollo mówiąc, że walka była ukartowana. Urażony mistrz decyduje się na rewanż. Rocky unika go jak tylko może. Adrian po urodzeniu syna - Rocky’ego Juniora zapada w śpiączkę. Włoski Ogier wreszcie postanawia walczyć. Walka odbyła się w listopadzie 1976. Po zaciętym pojedynku, Rocky nokautuje mistrza w piętnastej rundzie, sam upadając. Pierwszy wstaje Włoski Ogier i zostaje mistrzem świata. Prezentując pas, Rocky mówi do mikrofonu: „Chciałbym powiedzieć coś mojej żonie, która jest w domu. Hej, Adrian zwyciężyłem!” (słynne „Yo Adrian!”).
Rocky staje się coraz bardziej sławny. Broni 10 razy tytułu mistrza świata. Miasto Filadelfia w dowód wdzięczności stawia mu pomnik. Zostaje zorganizowana walka pomiędzy bokserem – Rockym a zawodowym zapaśnikiem Thunderlips. Walka kończy się remisem. Pojawia się groźny przeciwnik – Clubber Lang. Wyzywa mistrza na pojedynek. Rocky zamiast trenować tak, jak wcześniej, urządza pokazowy trening. Przed walką Clubber zadaje cios trenerowi Rocky’ego - Mickeyowi. Rocky, źle przygotowany, przegrywa w drugiej rundzie i traci pas mistrza świata. Po walce, w szatni, trener i przyjaciel Rocky’ego – Mickey Goldmill – umiera. Pojawia się niespodziewany, nowy trener – Apollo Creed. Postanawia mu przywrócić szybkość i „oko tygrysa” (ang. Eye of the tiger). Po morderczym treningu, Rocky decyduje się na rewanż. Clubber, zaskoczony nowym stylem walki Rocky’ego, przegrywa w trzeciej rundzie.
Do Ameryki z ZSRR przybywa mistrz świata amatorów Ivan Drago. Wyzywa Rocky’ego na pojedynek. Zamiast niego walczyć chce Apollo. Uważa, że będzie to dobry pomysł, ponieważ chce wrócić na ring po 5 latach przerwy. Rocky mu to odradza. Przed walką Apollo urządza wielki show. Po pierwszej rundzie Apollo jest bardzo zakrwawiony, ale nie chce przerywać walki. W drugiej rundzie Duke, trener Apollo, mówi do Rocky’ego, by przerwał walkę (przez rzucenie ręcznika na ring). Apollo mówi: „Nie!”. Po lewym sierpowym Ivana, Apollo pada na deski. Okazuje się, że umarł. Rocky, czując się odpowiedzialny za śmierć przyjaciela, wyrusza do ZSRR. Trenuje tam na Syberii, w mroźnych warunkach. Rocky przystępuje do walki, która odbyła się 25 grudnia. Po morderczym pojedynku, obserwowanym m.in. przez Michaiła Gorbaczowa, zwycięża przez nokaut w piętnastej rundzie.
Po powrocie do kraju dowiaduje się, że stracił cały majątek przez machlojki księgowego. Lekarze wykrywają u niego uszkodzenie mózgu. Postanawia zakończyć karierę. Rocky z rodziną przenosi się do biednej dzielnicy, w której kiedyś mieszkał. Zatrudnia się w klubie Mickeya. Więcej czasu niż rodzinie poświęca dobrze zapowiadającemu się bokserowi Tommy’emu. Chce on walczyć o tytuł mistrza świata. Rocky mu to odradza. Jednak promotorzy są silniejsi i niedługo Tommy zostaje mistrzem świata. Promotorzy mówią mu, że jeśli pokona Rocky’ego, będzie prawdziwym mistrzem. Podczas spotkania w barze, Tommy wyzywa Rocky’ego na pojedynek na ringu. Rocky nie zgadza się mówiąc, że skończył już karierę. Tommy prowokuje Balboa. Uderza przyjaciela Włoskiego Ogiera, Pauliego. Obaj wychodzą na ulicę i walczą. Po zaciętym pojedynku, Rocky zwycięża.
W 1995 Rocky otwiera restaurację w Filadelfii, którą nazwał Adrian’s.
Adrian Balboa umarła na raka jajnika 11 stycznia 2002.
Rocky nie może pogodzić się ze śmiercią żony. Codziennie odwiedza jej grób. Prowadzi też restaurację w Filadelfii. Ma nie najlepszy kontakt z synem. Obecnym mistrzem świata jest Mason „The Line” Dixon. Nie jest on lubiany przez kibiców, gdyż zawsze wygrywa w początkowych rundach, przez co z jego walki są nudne. Telewizja ESPN przeprowadza komputerową symulacje walki pomiędzy obecnym mistrzem świata, Masonem Dixonem, a byłym, dwukrotnym mistrzem świata, Rockym Balboa. Walkę wygrywa Rocky. Pod wpływem tej wygranej, Rocky stara się o wydanie mu licencji bokserskiej, którą dostaje. Chce stoczyć kilka lokalnych walk. Dowiedziawszy się o tym, promotorzy Dixona proponują Rocky’emu walkę z obecnym mistrzem. Ten się zgadza. Zaczyna ciężki trening. Nadchodzi dzień walki. Eksperci nie dają Rocky’emu szans na przetrwanie z mistrzem pełnych 10 rund. Kibice jednak w niego wierzą. Balboa wytrzymuje dziesięć rund, przegrywa jednak niejednogłośną decyzją sędziów.
Po paru latach od ostatniej walki Rockiego, zgłasza się do niego syn dawnego rywala a zarazem przyjaciela, Apollo Creeda. Rocky dowiedziawszy się kim jest młody chłopak zaczyna go trenować. Stosuje metody treningowe podobne do metod jego starego trenera, Mike’a. Rocky dowiaduje się, że ma raka, ale postanawia z tym nic nie robić. Syn Apolla, Adonis namawia Balboa na leczenie. Obaj mężczyźni nawzajem sobie pomagają. Adonis po serii wygranych walk, walczy z mistrzem świata. Po walce młody Creed przegrywa niejednogłośnie na punkty. Ale mimo to i tak cieszy się wraz ze swoim trenerem Rockym.

## Bilans Rocky’ego
- Przed walką ze Spiderem Rico bilans Rocky’ego wynosił 43 zwycięstwa (37 KO) i 20 porażek
- Po ostatniej oficjalnej walce bilans Rocky’ego zatrzymał się na 57 wygranych (52 KO), 23 porażkach i 1 remisie

| Rezultat  | Przeciwnik       | Sposób                         | Runda | Miejsce                 | Data                 | Nota                                                      |
| --------- | ---------------- | ------------------------------ | ----- | ----------------------- | -------------------- | --------------------------------------------------------- |
| wygrana   | Spider Rico      | KO                             | 3     | Filadelfia, Pensylwania | 1975                 |                                                           |
| przegrana | Apollo Creed     | niejednogłośna decyzja sędziów | 15    | Filadelfia, Pensylwania | 1 stycznia 1976      | walka o mistrzostwo świata wagi ciężkiej                  |
| wygrana   | Apollo Creed     | KO                             | 15    | Filadelfia, Pensylwania | 27 listopada 1976    | Rocky zdobywa tytuł mistrza świata wagi ciężkiej          |
| wygrana   | Trevor Faus      | KO                             | 1     | Filadelfia, Pensylwania | 6 kwietnia 1977      | Rocky broni tytułu                                        |
| wygrana   | Joe Czak         | KO                             | 2     | Nowy Jork, Nowy Jork    | 1 sierpnia 1977      | Rocky broni tytułu                                        |
| wygrana   | Big Yank Ball    | KO                             | 6     | Las Vegas, Nevada       | 13 listopada 1977    | Rocky broni tytułu                                        |
| wygrana   | Vito Soto        | KO                             | 10    | N/A                     | 16 lutego 1978       | Rocky broni tytułu                                        |
| wygrana   | Bobby Jalali     | KO                             | 3     | N/A                     | 3 października 1978  | Rocky broni tytułu                                        |
| wygrana   | Dave Fossan      | KO                             | 2     | N/A                     | 9 lutego 1979        | Rocky broni tytułu                                        |
| wygrana   | Filip Folsom     | KO                             | 2     | N/A                     | 24 października 1979 | Rocky broni tytułu                                        |
| wygrana   | Joe Green        | KO                             | 2     | N/A                     | 17 czerwca 1980      | Rocky broni tytułu                                        |
| wygrana   | Matt DeLarue     | KO                             | 5     | N/A                     | 7 listopada 1980     | Rocky broni tytułu                                        |
| wygrana   | Philip Hammerman | KO                             | 3     | N/A                     | 29 kwietnia 1981     | Rocky broni tytułu                                        |
| remis     | Thunderlips      | remis                          | N/A   | N/A                     | 10 maja 1981         | walka charytatywna                                        |
| porażka   | Clubber Lang     | KO                             | 2     | Nowy Jork, Nowy Jork    | 15 sierpnia 1981     | Rocky traci tytuł                                         |
| wygrana   | Clubber Lang     | KO                             | 3     | Nowy Jork, Nowy Jork    | 12 stycznia 1982     | Rocky ponownie zdobywa tytuł mistrza świata wagi ciężkiej |
| wygrana   | Ivan Drago       | KO                             | 15    | Moskwa, ZSRR            | 25 grudnia 1985      | walka pokazowa                                            |
| porażka   | Mason Dixon      | niejednogłośna decyzja sędziów | 10    | Las Vegas, Nevada       | 26 lutego 2005       | walka charytatywna                                        |
|           |                  |                                |       |                         |                      |                                                           |

## Książka
18 grudnia 2006 w USA pojawiła się książka pt. „Rocky: The Ultimate Guide”. Jest to kompendium wiedzy o sześciu częściach serii, wzbogacone o zdjęcia z planu filmowego. Słowo wstępne napisał Sylvester Stallone.

## Oryginał
Pierwowzorem dla postaci Rocky’ego Balboa był bokser Chuck Wepner. Stallone oglądał w telewizji walkę Wepnera z Muhammadem Ali. Chuck położył mistrza na deski, ale przegrał ją przez TKO. Początkowo seria miała być trylogią. Potem Rocky miał zginąć w piątej części.